# Éric Besnard
Éric Besnard (15 maart 1964) is een Franse filmregisseur en scenarioschrijver.

## Biografie
Besnard werd geboren in Frankrijk op 15 maart 1964 als zoon van regisseur Jacques Besnard. Hij studeerde aanvankelijk politicologie.
In de jaren negentig was hij verantwoordelijk voor de productie en vervolgens uitvoerend producent bij Septembre Productions, wat hem in 1994 de kans gaf zijn eerste kortfilm Une belle âme' te regisseren. In 1999 bracht hij zijn eerste langspeelfilm Le Sourire du clown uit, een film noir over een depressieve clown die in een hotelkamer zelfmoord wil plegen totdat hij verwikkeld raakt in een moordmysterie.
Vanaf 2003 begon hij scenario's te schrijven in verschillende genres en ook voor andere regisseurs. In 2008 keerde hij terug naar het regisseren met de misdaadkomedie Ca$h. In 2015 draaide hij de romantische film Le Goût des merveilles en vijf jaar later waagde hij zich aan pure komedie met L'Esprit de famille. 

## Filmografie

### Als regisseur
- Une belle âme (1994, kortfilm)
- Le Sourire du clown (1999)
- Ca$h (2008)
- 600 kilos d'or pur (2010)
- Mes héros (2012)
- Le Goût des merveilles (2015)
- L'Esprit de famille (2020)
- Délicieux (2021)
- Les Choses simples (2023)
- Louise Violet (2024)

### Als scenarioschrijver
- Le Convoyeur (2004)
- L'Antidote (2005)
- Travaux, on sait quand ça commence... (2005)
- Le Nouveau Protocole (2008)
- Babylon A.D. (2008)
- Ca$h (2008)
- L'Italien (2010)
- 600 kilos d'or pur (2010)
- Mes héros (2012)
- À l'aveugle (2012)
- Entre amis (2015)
- Made in France (2015)
- Le Goût des merveilles (2015)
- L'Empereur de Paris (2018)
- L'Esprit de famille (2020)
- Délicieux (2021)
- Les Choses simples (2023)
- Comme un fils (2024)